# Football Club Yverdon Féminin 2015-2016
Questa voce raccoglie le informazioni riguardanti lo Football Club Yverdon Féminin nelle competizioni ufficiali della stagione 2015-2016.

## Rosa
Rosa alla fine della stagione 2015-2016.
| N. |                     | Ruolo | Calciatore             |
| -- | ------------------- | ----- | ---------------------- |
| 1  | Svizzera (bandiera) | P     | Tania Chassot          |
| 1  | Svizzera (bandiera) | P     | Estelle Zurkinden      |
| 2  | Svizzera (bandiera) |       | Lucie Benoit           |
| 3  | Svizzera (bandiera) | C     | Carolyn Mallaun        |
| 4  | Svizzera (bandiera) | D     | Thaïs Hurni            |
| 5  | Svizzera (bandiera) | D     | Cristel Miocevic       |
| 5  | Svizzera (bandiera) | D     | Andrea Zsuzsanna Rudan |
| 6  | Svizzera (bandiera) |       | Caroline Monnin        |
| 7  | Svizzera (bandiera) | C     | Laura Müller           |
| 7  | Svizzera (bandiera) | C     | Camille Raemy          |
| 8  | Svizzera (bandiera) | C     | Tanja Bodenmann        |
| 9  | Svizzera (bandiera) | A     | Dilan Imrak            |
| 10 | Svizzera (bandiera) | A     | Elodie Jordão          |
| 10 | Svizzera (bandiera) | C     | Mathilde Staffoni      |
| 11 | Svizzera (bandiera) | C     | Audrey Riat (C)        |
| 12 | Svizzera (bandiera) | D     | Audrey Duclos          |
| 14 | Svizzera (bandiera) | A     | Noémie Beney           |

| N. |                     | Ruolo | Calciatore        |
| -- | ------------------- | ----- | ----------------- |
| 2  | Svizzera (bandiera) | A     | Lucie Piller      |
| 15 | Svizzera (bandiera) | D     | Mirjana Pajović   |
| 16 | Svizzera (bandiera) |       | Lori Fallet       |
| 16 | Svizzera (bandiera) | A     | Gentiana Morina   |
| 16 | Svizzera (bandiera) | A     | Chloé Nicaty      |
| 16 | Svizzera (bandiera) |       | Camille Surdez    |
| 17 | Svizzera (bandiera) |       | Alison Fallet     |
| 17 | Svizzera (bandiera) | A     | Valentine Rahm    |
| 18 | Svizzera (bandiera) | A     | Gwendoline Fai    |
| 19 | Svizzera (bandiera) | D     | Morena Tamburini  |
| 20 | Svizzera (bandiera) | C     | Valérie Gillioz   |
| 21 | Svizzera (bandiera) | A     | Audrey Wuichet    |
| 23 | Svizzera (bandiera) | A     | Camille Monti     |
| 25 | Svizzera (bandiera) |       | Oceane Bueche     |
| 31 | Svizzera (bandiera) | P     | Ophelie Bourgeois |
| 31 | Svizzera (bandiera) | P     | Déborah Mathey    |
|    | Svizzera (bandiera) |       | Alison Fallet     |